# 金太军
金太军 (1963年6月—)，中华人民共和国教育部长江学者特聘教授，南京审计大学公共管理学院教授，从事政府治理与社会治理研究，著有《行政改革与行政发展》。

## 兼职
- 中国全国政策科学研究会
- 中国全国行政管理教学研究会副会长
- 中国政治学会常务理事
- 中国行政管理学会常务理事